# Grubentelefon
Ein Grubentelefon ist ein spezieller Telefonapparat, welcher auf die besonderen Gegebenheiten unter Tage ausgelegt ist.

Grubentelefon der Marke Fernsig aus dem Jahre 1963

Konstruktionsbedingt sind diese Geräte explosions- und sogar schlagwettergeschützt. Durch das lautstarke Läutewerk sind sie auch bei übermäßigem Umgebungslärm gut hörbar. Besonders ältere Modelle sind aus Gusseisen hergestellt und erreichen dadurch ein Gewicht von etwa 15 kg. Technisch unterscheiden sich Grubentelefone jedoch nicht von üblichen Fernsprechern, weshalb sie problemlos an moderne Telefonanlagen angeschlossen werden können.
Ähnliche oder baugleiche Telefone kamen auch in anderen Industriebetrieben oder bei der Eisenbahn zum Einsatz (zum Beispiel als Streckenfernsprecher, in diesem Fall meist mit Induktionskurbel). 
Hersteller solcher Anlagen sind bzw. waren unter anderem Fernsig Essen, Funke+Huster sowie Siemens & Halske. Die Firmen Fernsig Essen und Funke+Huster sind inzwischen fusioniert.